# Eleição municipal de Salvador em 2016
A eleição municipal de Salvador ocorreu em 2 de outubro de 2016 no conjunto das eleições municipais no Brasil do mesmo ano. Na oportunidade, foram eleitos um prefeito, um vice-prefeito e 43 vereadores para a administração do Município de Salvador. À época, o prefeito titular era ACM Neto, do Democratas (DEM), que concorreu à reeleição e venceu a disputa contra outros seis postulantes ao cargo ainda no primeiro turno. Como vice-prefeito, da mesma chapa, foi eleito Bruno Reis, do Partido do Movimento Democrático Brasileiro (PMDB). A renovação da Câmara dos Vereadores ocorreu em 17 vagas, enquanto nas demais 26 foram ocupadas por postulantes integrantes da 17.ª legislação, em vigor no momento do pleito. O DEM, partido do prefeito titular reeleito, foi o que mais conquistou vagas: seis vereadores.
Pelo calendário eleitoral do ano, as convenções partidárias para a escolha dos candidatos ocorreram entre 20 de julho e 5 de agosto. A propaganda eleitoral gratuita teve início em 26 de agosto e término em 29 de setembro. A campanha majoritária foi concluída no primeiro turno, uma vez que o mais votado, ACM Neto, recebeu 73,99% dos votos válidos, dispensando o segundo turno previsto pela lei eleitoral em vigor para municípios com mais de 200 mil eleitores e sem candidato que tenha atingido os 50%+1 dos votos válidos.
No decorrer do ano de 2015, o Congresso Nacional aprovou uma reforma política, que fez consideráveis alterações na legislação eleitoral. O período oficial das campanhas eleitorais foi reduzido para 45 dias, com início em 16 de agosto, o que configurou em uma diminuição pela metade do tempo vigente até 2012. O horário político também foi reduzido, passando de 45 para 35 dias, com início em 26 de agosto. Em decisão do Supremo Tribunal Federal sobre inconstitucionalidade, as empresas passaram a ser proibidas de financiarem campanhas, o que só poderá ser feito por pessoas físicas. A Constituição Nacional estabeleceu uma série de requisitos para os candidatos a cargos públicos eletivos. Entre eles está a idade mínima de 21 anos para candidatos ao Executivo e 18 anos ao Legislativo, nacionalidade brasileira, pleno exercício dos direitos políticos, pelo menos um ano de domicílio eleitoral na cidade onde pretende candidatar-se, alfabetização e filiação partidária até o dia 2 de abril de 2016 (seis meses antes da votação).

## Eleição majoritária

### Candidaturas do primeiro turno
Para a eleição do chefe do executivo soteropolitano destacaram-se as movimentações do Democratas (DEM) e do Partido dos Trabalhadores (PT), respectivamente, partidos do então prefeito e governador. O prefeito iniciou a campanha como favorito devido a resultados altamente positivos obtidos em pesquisas eleitorais e de avaliação de sua gestão, que apontariam uma possível vitória já em primeiro turno, apesar dos desgastes comuns à candidatos à reeleição e da citação de seu nome em listas de destinatários de recursos das empreiteiras Odebrecht (atual Novonor) e a Camargo Correa investigadas em operações da Polícia Federal. Essas duas personalidades polarizaram a campanha, então avaliada como preparação para 2018 e cujo resultado poderia significar a volta do Carlismo ao Palácio de Ondina, embora a intenção de se candidatar em 2018 para o executivo estadual tenha sido rechaçada publicamente pelo membro do DEM. As críticas à gestão com término em 2016 se referiam principalmente à administração voltada aos interesses da elite e classe média soteropolitanas, em vista dos gastos direcionados a áreas nobres e turísticas da capital, e à base de comparação feita com o antecessor João Henrique Carneiro, que concluiu o mandato com péssima avaliação, o que levaria a nivelamento por baixo.
Dentre os outros partidos, inicialmente as maiores incógnitas eram o Partido do Movimento Democrático Brasileiro (PMDB) e o Partido Socialista Brasileiro (PSB). O primeiro poderia ou não apoiar a candidatura de ACM Neto, repetindo o feito das eleições de 2014, em que apoiou a candidatura de Paulo Souto pelo DEM. Já o PSB, que lançou a candidatura própria da senadora Lídice da Mata ao governo do estado em 2014, poderia repetir o feito com a candidatura da senadora à prefeitura ou seguir com o alinhamento ao PT como se posicionou desde o fim das eleições de 2014. Fora isso, foi elaborada estratégia de estímulo à pulverização de votos no primeiro turno para levar a disputa ao segundo turno, favorecendo candidatos do governador Rui Costa. Estavam incluídas nesta estratégia as candidaturas de Alice Portugal pelo Partido Comunista do Brasil (PCdoB), de Pastor Sargento Isidório pelo Partido Democrático Trabalhista (PDT) e de Cláudio Silva pelo Partido Progressista (PP), todos de partidos integrantes da base de apoio do governador. Em relação aos demais partidos, houve as candidaturas de Fábio Nogueira pelo Partido Socialismo e Liberdade (PSOL), de Rogério Da Luz pelo Partido Renovador Trabalhista Brasileiro (PRTB) e de Célia Sacramento pelo Partido Pátria Livre (PPL), que lançou-se insatisfeita com ACM Neto tê-la preterido na composição da chapa de reeleição.
O maior tempo de propaganda pertenceu ao candidato à reeleição e o segundo maior, à principal candidata do governador; entretanto, se somadas às outras duas candidaturas da base do governo estadual, superava o tempo do então prefeito. Dentre os titulares, ACM Neto foi também o candidato que declarou possuir a maior riqueza e Fábio Nogueira não declarou bens; já entre os vices, a maior riqueza declarada foi de Maria del Carmen. Fato que se repete nesta eleição, comparando com a anterior de 2012, foi o uso da negritude para angariar votos. Se na eleição passada, os candidatos dos maiores partidos tiveram ao seu lado na chapa como vice políticos negros, nesta apenas um dos candidatos, dentre titulares e vices, não autodeclarou ser pardo ou preto, gerando questionamentos sobre tentativa de fraude e a ideia de miscigenação brasileira. Pouco tempo depois, as candidatas da coligação "Sim para Salvador" solicitaram e conseguiram a modificação de suas autodeclarações raciais para brancas.
Embora sejam partidos devidamente registrados no TSE, não foram encontradas informações sobre posicionamento oficial do Partido da Causa Operária (PCO), Partido Comunista Brasileiro (PCB), Partido Socialista dos Trabalhadores Unificado (PSTU) e Partido Novo (NOVO) em relação à disputa.
|  | N.º | Candidato(a) a prefeito | Candidato(a) a prefeito                                      | Candidato(a) a vice-prefeito | Candidato(a) a vice-prefeito                                    | Coligação                                                              | Duração da propaganda eleitoral |
|  | --- | ----------------------- | ------------------------------------------------------------ | ---------------------------- | --------------------------------------------------------------- | ---------------------------------------------------------------------- | ------------------------------- |
|  | 25  |                         | ACM Neto (DEM) Antonio Carlos Peixoto de Magalhães Neto      |                              | Bruno Reis (PMDB) Bruno Soares Reis                             | "Orgulho de Salvador" - Solidariedade (SD)                             | 4min01s                         |
|  | 65  |                         | Alice Portugal (PCdoB) Alice Mazzuco Portugal                |                              | Maria Del Carmen (PT) Maria Del Carmen Fidalgo Sanchez Puga     | "Sim para Salvador" - Partido Trabalhista Nacional (PTN)               | 2min59s                         |
|  | 54  |                         | Célia Sacramento (PPL) Célia Oliveira de Jesus Sacramento    |                              | Rivanda Mendonça (PPL) Rivanda Santos Mendonça                  | Partido não coligado - Partido Pátria Livre (PPL)                      | 0min08s                         |
|  | 11  |                         | Cláudio Silva (PP) Cláudio Souza da Silva                    |                              | Dinamene Meireles (PP) Dinamene Miria Figueiredo Nunes Meireles | "Salvador merece mais" - Partido Progressista (PP)                     | 1min31s                         |
|  | 28  |                         | Da Luz (PRTB) Rogério Tadeu da Luz                           |                              | Antônio Neto (PRTB) Antônio Gomes de Andrade Neto               | Partido não coligado - Partido Renovador Trabalhista Brasileiro (PRTB) | 0min09s                         |
|  | 50  |                         | Fábio Nogueira (PSOL) Fabio Nogueira de Oliveira             |                              | Iuri Alves (REDE) Iuri de Jesus Alves                           | "Agora é com a gente" - Rede Sustentabilidade (REDE)                   | 0min18s                         |
|  | 12  |                         | Pastor Sargento Isidório (PDT) Manoel Isidóro Santana Junior |                              | Bassuma (PROS) Luiz Carlos Bassuma                              | "Agora é a vez do povo" - Partido Republicano da Ordem Social (PROS)   | 0min50s                         |

#### ACM Neto (DEM)
Sobre o Democratas, apesar de não haver por parte do prefeito ACM Neto nenhuma declaração que disputaria a reeleição, as pesquisas anteriores à campanha mostravam aprovação recorde de 82% da população soteropolitana e indicavam ampla vitória em primeiro turno pelo então prefeito. A maior disputa, portanto, foi pela escolha do candidato a vice-prefeito na chapa. Dentre os postulantes se destacavam titulares de seu gabinete municipal, no entanto houve outros que cresceram com o fortalecimento do DEM (em virtude da vitória de Rodrigo Maia a presidente da Câmara dos Deputados). Os postulantes a vice foram Bruno Reis do PMDB, Luiz Carreira do PV, João Roma do PRB, Sílvio Pinheiro do SD, Guilherme Bellintani no DEM e Paulo Câmara do PSDB. Por fim, anunciado na convenção do dia 5 de agosto, Bruno Reis foi o escolhido para compor ao lado de ACM Neto a chapa situacionista de reeleição apoiada por coligação de 15 partidos políticos. O nome escolhido para a coligação dos 14 partidos foi "Orgulho de Salvador", explicitando a estratégia de mostrar que resgatou o "orgulho" dos soteropolitanos em contraposição ao estado deixado pela gestão de seu antecessor, João Henrique Carneiro. Para desfazer a associação de sua imagem com a camada mais rica da cidade, a campanha eleitoral utilizou o mote “o prefeito da gente” e uma canção publicitária que traz o verso "o gueto e a favela colam com ele [ACM Neto]".

#### Alice Portugal (PCdoB)
O Partido dos Trabalhadores nunca elegeu um candidato filiado ao partido, mas a vitória do governador Rui Costa nas eleições em 2014 na capital acendeu uma esperança para o grupo petista. Entretanto, de início, não houve nome majoritariamente favorito. Somou-se a isso o cenário de alta popularidade do então prefeito ACM Neto. Esse cenário implicou a estratégia de pulverizar os votos com vários candidatos e levar as eleições ao segundo turno, por isso o governador Rui Costa apoiou também as pré-candidaturas da deputada federal Alice Portugal (PCdoB) e do deputado estadual Sargento Isidório (PDT), além do candidato do PT. Disputavam na ala petista três pré-candidatos: o vereador Gilmar Santiago, o deputado federal Valmir Assunção e o ministro da Cultura Juca Ferreira. Mais tarde, em articulação atribuída ao deputado federal Daniel Almeida (PCdoB), PT, PCdoB, PSB, PSD e PTN se voltaram em torno do nome de Alice Portugal. Assim, mudou-se a estratégia para a concentração de lançamento de candidatos da oposição municipal a ACM Neto após desistências de Lídice da Mata em candidatar-se e do PT em lançar candidato próprio. Ao fim, a coligação foi registrada sob o nome "Sim para Salvador".
Primeiramente, foram cogitados os nomes do senador Walter Pinheiro, do deputado federal Nelson Pelegrino, do secretário estadual de Desenvolvimento Urbano Carlos Martins, do ex-deputado e então ouvidor geral do Estado Yulo Oiticica, do deputado federal Valmir Assunção, do vereador Gilmar Santiago e do deputado federal Jorge Solla. Com exceção dos dois primeiros que já foram candidatos ao executivo municipal, os demais seriam uma tentativa de repetir o feito do governador Rui Costa, que não tinha um nome muito popular, mas foi eleito graças ao apoio puxadores de voto como o ex-presidente Lula. Pinheiro, quando ainda estava filiado ao partido, tinha imagem interna desgastada devido às suas declarações a Revista Veja, em que responsabilizou o Partido dos Trabalhadores pelo esquema de desvios de verbas por meio do Instituto Brasil para as campanhas da legenda na Bahia. Essas declarações foram feitas durante a campanha de 2014 e apesar de Pinheiro ter negado as declarações, a Veja o desmentiu com os áudios que comprovaram tais declarações. Pelegrino já foi secretário estadual e candidato em 2004 (terceiro lugar) e 2012 (segundo lugar), mas recebeu quase 100 mil votos em 2014, bem menos que no pleito anterior de 2010.
Chegaram a se destacar para o posto de vice na chapa Fabíola Mansur (PSB), Olívia Santana (PCdoB), Everaldo da Anunciação (PT), Gilmar Santiago (PT) e Gilberto Leal (PT), como também veiculou-se que o PT teria aberto mão de indicar um membro do partido. No entanto, foi a então deputada estadual Maria Del Carmen (PT) a escolhida para acompanhar Alice Portugal na disputa. O não-lançamento de candidato próprio do PT em Salvador foi criticado pelo ex-presidente Luiz Inácio Lula da Silva.

#### Célia Sacramento (PPL)
Não escolhida novamente como vice de ACM Neto, o Partido Pátria Livre (PPL) lançou em convenção no dia 5 de agosto no nome da atual vice-prefeita, Célia Sacramento, mas não divulgou quem seria o vice na chapa naquela convenção. Célia demonstrou surpresa por não ser repetida a mesma chapa de 2012, pois, embora não estivesse na lista dos principais cotados da disputa a vice da chapa de ACM Neto, sua disposição a manter-se como vice era explícita e inclusive contestada pelo seu partido anterior, o Partido Verde.

#### Cláudio Silva (PP)
A candidatura de Cláudio Silva pelo Partido Progressista (PP) foi oficializada em 4 de agosto, sem definir o candidato a vice. A candidatura foi lançada em coligação formada com o Partido da República (PR). Foram cotadas a cantora Gilmelândia e a presidente do PR-Mulher Kátia Bacelar, as quais desistiram. Assim, posteriormente confirmou-se Dinamene Meireles (PP) para a vaga de vice. Ela é engenheira civil, cristã pentecostal da Assembleia de Deus e concorreu à Câmara Municipal em 2012 pelo Partido Social Cristão (PSC). Na convenção em que o nome de Cláudio Silva foi oficializado, compareceram o governador Rui Costa, o ex-ministro e ex-governador Jaques Wagner, o vice-governador João Leão e o ex-prefeito João Henrique Carneiro, de cuja gestão foi subsecretário e secretário de educação e superintendente da Superintendência de Controle e Ordenamento do Uso do Solo do Município (SUCOM).
Durante as disputas internas entre pré-candidatos, tentou-se atrair o PSB para a formação de aliança após desistência de Lídice da Mata, mas sem sucesso. Ao fim, a coligação formada foi registrada sob o nome "Pra fazer Salvador melhor".

#### Fábio Nogueira (PSOL)
Numa aliança entre PSOL e a Rede Sustentabilidade (REDE), a candidatura do sociólogo e professor da Universidade do Estado da Bahia (UNEB) Fábio Nogueira (PSOL) foi oficializado no dia 31 de julho de 2016. Contou com o apoio de outras organizações como a Unidade Popular pelo Socialismo (UP), Partido da Refundação Comunista (PRC), Partido pela Liberdade de Expressão dos Afrodescendentes (PPLÊ), Raiz Movimento Cidadanista e Brigadas Populares (BPs). No mesmo dia 31, havia sido indicado como vice na chapa o produtor cultural Babuca Grimaldi (REDE), entretanto foi substituído em convenção posterior da REDE por Yuri Alves, coordenador estadual de juventude e de formação política do diretório municipal de seu partido. Anteriormente, a REDE cogitou alianças com o PCdoB e com o PSB, além de candidaturas próprias com os postulantes seguintes: o ambientalista Sílvio Ribeiro, o advogado Francisco José e o produtor cultural Babuca Grimaldi.
A candidatura de Nogueira foi o resultado da disputa interna em novembro de 2015, quando se disputou a presidência do diretório municipal do PSOL em Salvador entre a corrente Rosa Zumbi, à qual pertence o presidente estadual Ronaldo Santos (naquela disputa eleito), com apoio das correntes Somos PSOL e Insurgência (do ex-candidato ao governo estadual Marcos Mendes), e a corrente do vereador Hilton Coelho, que indicaria à disputa municipal o ex-candidato a senador Hamilton Santos.
Anteriormente contou-se com negociações com o PPL, o qual lançou candidatura própria, e houve discussão sobre adesão do Partido Comunista Brasileiro (PCB) e do Partido Socialista dos Trabalhadores Unificado (PSTU), que não se concretizaram oficialmente. Houve críticas do Movimento por uma Alternativa Independente e Socialista (MAIS) à aliança do PSOL com a REDE, reivindicando aliança com o PCB e PSTU.
Durante a campanha recebeu o apoio, inédito em Salvador, do Convergência Negra, entidade política nacional da qual fazem parte as principais organizações nacionais do movimento negro brasileiro — Coordenação Nacional de Entidades Negras (CONEN), Movimento Negro Unificado (MNU), Coletivo de Entidades Negras (CEN), Agentes Pastorais Negros (APNs) e Círculo Palmarino.

### Debates e entrevistas
Como meio de divulgação das propostas e embate delas são promovidos debates, especialmente pelos meios de comunicação, que também realizam séries de entrevistas dos candidatos. Foram realizados debates para o primeiro turno desta eleição entre os candidatos a prefeito. A TV Bandeirantes Bahia anunciou que não organizaria um debate para o primeiro turno, que tradicionalmente é o primeiro da temporada, somente se houvesse segundo turno. A maioria dos embates foram agendados para próximo do dia da votação ou com transmissão na televisão aberta, havendo três com transmissão no rádio e três cotransmitidos via internet. ACM Neto, candidato à reeleição, anunciou que não participaria dos eventos alegando "demanda muito grande" proporcionada pela campanha eleitoral e pelos compromissos como prefeito e discordância com os formatos com sete candidatos, tendo somente confirmado presença no debate da TV Bahia, emissora de sua família.
O primeiro debate foi promovido pela Faculdade de Educação da Universidade Federal da Bahia (FACED), dentro da disciplina Polêmicas Contemporâneas, para o qual todos os candidatos foram convidados, mas ACM Neto e Pastor Sargento Isidório não compareceram, embora o último tenha confirmado presença. Neste evento, não houve perguntas feitas entre os candidatos apenas questões formuladas por reitores e vice-reitores de instituições baianas de ensino superior e pessoas sorteadas da plateia.
O debate promovido pelos veículos de comunicação pública do Instituto de Radiodifusão Educativa da Bahia (IRDEB) foi marcado para a noite de 22 de setembro, com transmissão por rádio (Educadora) e televisão (TVE), como também pela página eletrônica do IRDEB. Ao encontro foram convidados todos os candidatos, mas ACM Neto não aceitou o convite. Com duração de duas horas, foi mediado pelo jornalista Bob Fernandes e o programa dividido em quatro blocos, sendo que o segundo foi destinado a perguntas gravadas feitas por personalidades, foram elas: o radialista e ex-prefeito Mário Kertész, o ator Lázaro Ramos, o reitor da Universidade Federal da Bahia (UFBA) João Carlos Sales, o empresário e presidente da Câmara dos Dirigentes Lojistas Frutos Dias Neto, a urbanista e diretora da Sociedade Brasileira de Urbanismo Glória Cecília e a educadora Makota Valdina. A ausência do candidato à reeleição foi criticada diversas vezes pelos demais candidatos durante o debate.
Segundo debate televisionado, o programa veiculado pela TV Record Bahia, pelo portal eletrônico R7 e pela Rádio Sociedade da Bahia ocorreu na noite do domingo de 25 de setembro de 2016. Foram convidados todos os sete prefeituráveis e o formato incluiu quatro blocos, sendo dois deles com confrontos diretos entre os candidatos sobre tema livre.
No dia 28 de setembro, ocorreu o terceiro debate promovido por veículos de comunicação. Organizado em conjunto pelos veículos de rádio da Fundação Dom Avelar Brandão Vilela (Excelsior AM e Vida FM), que é uma entidade católica vinculada à Arquidiocese de São Salvador da Bahia, além da Tudo FM e TV Baiana.
No dia 29 de setembro, foram marcados mais dois debates, algo incomum, sendo um pela manhã e outro a noite. A TV Aratu realizou o primeiro debate do dia e foram convidados cinco candidatos, enquanto Célia Sacramento e Da Luz não foram convidados. Porém, ACM neto não compareceu alegando incompatibilidade na agenda de compromissos como prefeito.
O segundo e último debate do dia foi promovido por veículos da Rede Bahia pela noite. Contou com somente quatro candidatos, inclusive o único comparecimento de ACM Neto a esses eventos, enquanto que os outros três candidatos não foram convidados. O Fábio Nogueira chegou a obter liminar permitindo sua participação, mas ela foi derrubada logo antes do início do programa.
|                        |                                               |                        |                        |                        |                        |                        |                        |                                |
| Debates                |                                               |                        |                        |                        |                        |                        |                        |                                |
| Data                   | Veículo de comunicação                        | ACM Neto (DEM)         | Alice Portugal (PCdoB) | Célia Sacramento (PPL) | Cláudio Silva (PP)     | Da Luz (PRTB)          | Fábio Nogueira (PSOL)  | Pastor Sargento Isidório (PDT) |
| 22 de agosto de 2016   | FACED-UFBA                                    | Ausente                | Presente               | Presente               | Presente               | Presente               | Presente               | Ausente                        |
| 22 de setembro de 2016 | TVE Bahia, Rádio Educadora, Portal IRDEB      | Ausente                | Presente               | Presente               | Presente               | Presente               | Presente               | Presente                       |
| 25 de setembro de 2016 | TV Record Bahia, R7, Rádio Sociedade da Bahia | Ausente                | Presente               | Presente               | Presente               | Presente               | Presente               | Presente                       |
| 28 de setembro de 2016 | Excelsior AM, Vida FM, Tudo FM, TV Baiana     | Ausente                | Presente               | Presente               | Presente               | Presente               | Presente               | Presente                       |
| 29 de setembro de 2016 | TV Aratu                                      | Ausente                | Presente               | Não convidada          | Presente               | Não convidado          | Presente               | Presente                       |
| 29 de setembro de 2016 | TV Bahia, G1                                  | Presente               | Presente               | Não convidada          | Presente               | Não convidado          | Não convidado          | Presente                       |
|                        |                                               |                        |                        |                        |                        |                        |                        |                                |
| Entrevistas            |                                               |                        |                        |                        |                        |                        |                        |                                |
| Veículo de comunicação | Veículo de comunicação                        | ACM Neto (DEM)         | Alice Portugal (PCdoB) | Célia Sacramento (PPL) | Cláudio Silva (PP)     | Da Luz (PRTB)          | Fábio Nogueira (PSOL)  | Pastor Sargento Isidório (PDT) |
| A Tarde                | A Tarde                                       | 25 de setembro de 2016 | 18 de setembro de 2016 | 21 de agosto de 2016   |                        | 22 de agosto de 2016   | 28 de agosto de 2016   | 4 de setembro de 2016          |
| TV Bahia, G1           | TV Bahia, G1                                  | 21 de setembro de 2016 | 26 de setembro de 2016 | 24 de setembro de 2016 | 22 de setembro de 2016 | 20 de setembro de 2016 | 19 de setembro de 2016 | 23 de setembro de 2016         |
| Correio, IBahia.com    | Correio, IBahia.com                           | 28 de setembro de 2016 | 27 de setembro de 2016 | Não convidada          | 26 de setembro de 2016 | Não convidado          | Não convidado          | 26 de setembro de 2016         |

### Pesquisas
Em julho de 2015, pesquisa do Instituto Paraná Pesquisas apontou ACM Neto como líder nas pesquisas de intenção de voto da época independente do cenário projetado, uma vez que as candidaturas não estavam oficialmente lançadas, e também aprovação de sua gestão por 82% dos pesquisados. Em pesquisa espontânea, disputando ACM Neto (DEM), Nelson Pelegrino (PT) e Lídice da Mata (PSB), eles apareciam com as respectivas porcentagens: 27,1%, 0,9% e 0,6%. Já em pesquisa estimulada, foram traçados três cenários. No primeiro, os índices foram 61,5% para ACM Neto, 11,8% para Jaques Wagner (PT), 9,3% para Lídice, 4,4% para Alice Portugal (PCdoB) e 1,7% para Antônio Brito (PTB). No segundo cenário a situação foi: ACM Neto com 66,6%, Pelegrino com 10,6% e Alice Portugal com 7%. No terceiro cenário, ACM Neto atinge 66%, Lídice da Mata, 10,6%, Alice Portugal, 5,4%, e Walter, 3,9%.
| Data                        | Instituto        | Encomendada por | Margem de erro | Candidatos     | Candidatos             | Candidatos              | Candidatos            | Candidatos    | Candidatos             | Candidatos         | Brancos e nulos | Indecisos | Universo de eleitores |
| Data                        | Instituto        | Encomendada por | Margem de erro | ACM Neto (DEM) | Alice Portugal (PCdoB) | Sargento Isidório (PDT) | Fábio Nogueira (PSOL) | Da Luz (PRTB) | Célia Sacramento (PPL) | Cláudio Silva (PP) | Brancos e nulos | Indecisos | Universo de eleitores |
| --------------------------- | ---------------- | --------------- | -------------- | -------------- | ---------------------- | ----------------------- | --------------------- | ------------- | ---------------------- | ------------------ | --------------- | --------- | --------------------- |
| 18 a 21 de agosto de 2016   | Ibope            | TV Bahia        | ±4%            | 68%            | 8%                     | 6%                      | 1%                    | 1%            | 0%                     | 0%                 | 13%             | 3%        | 602                   |
| 2 a 4 de setembro de 2016   | Ibope            | TV Bahia        | ±4%            | 68%            | 10%                    | 7%                      | 0%                    | 2%            | 0%                     | 0%                 | 9%              | 4%        | 602                   |
| 15 a 18 de setembro de 2016 | Ibope            | TV Bahia        | ±3%            | 69%            | 12%                    | 7%                      | 1%                    | 0%            | 0%                     | 0%                 | 8%              | 3%        | 805                   |
| 17 a 21 de setembro de 2016 | Instituto Paraná | Record Bahia    | ±3,5%          | 69%            | 10,5%                  | 7%                      | 0,8%                  | 0,2%          | 0,8%                   | 0,4%               | 6,4%            | 4,9%      | 840                   |
| 27 a 30 de setembro de 2016 | Ibope            | TV Bahia        | ±3%            | 65%            | 15%                    | 8%                      | 0%                    | 1%            | 0%                     | 1%                 | 6%              | 4%        | 805                   |

### Resultado do primeiro turno
O resultado do primeiro turno finalizou o pleito eleitoral para prefeito. ACM Neto foi o mais votado com 74% dos votos válidos, bem a frente dos demais candidatos. Dentre as capitais, ele foi um dos sete candidatos à reeleição vitoriosos já no primeiro turno e o candidato com o segundo maior porcentual de votação, atrás somente de Teresa Surita (Boa Vista), do PMDB, que venceu com 79,5% dos votos válidos.
| 1.º turno 2 de outubro de 2016 | 1.º turno 2 de outubro de 2016 | 1.º turno 2 de outubro de 2016 | 1.º turno 2 de outubro de 2016 |
| Candidato(a)                   | Vice                           | Votação                        | Votação                        |
| Candidato(a)                   | Vice                           | Porcentagem                    | Total                          |
| ------------------------------ | ------------------------------ | ------------------------------ | ------------------------------ |
| ACM Neto (DEM)                 | Bruno Reis (PMDB)              | 73,99%                         | 982 246                        |
| Alice Portugal (PCdoB)         | Maria Del Carmen (PT)          | 14,55%                         | 193 102                        |
| Pastor Sargento Isidóro (PDT)  | Luiz Bassuma (PROS)            | 8,61%                          | 114 291                        |
| Cláudio Silva (PP)             | Dinamene Meireles (PP)         | 1,46%                          | 19 333                         |
| Fábio Nogueira (PSOL)          | Iuri Alves (REDE)              | 1,04%                          | 13 747                         |
| Célia Sacramento (PPL)         | Rivanda Mendonça (PPL)         | 0,23%                          | 3 079                          |
| Da Luz (PRTB)                  | Antônio Neto (PRTB)            | 0,13%                          | 1 731                          |
| Total de votos válidos         | Total de votos válidos         | 86,53%                         | 1 327 529                      |
| Votos em branco                | Votos em branco                | 3,17%                          | 48 615                         |
| Votos nulos                    | Votos nulos                    | 10,30%                         | 158 087                        |
| Votos apurados                 | Votos apurados                 | 100%                           | 1 534 231                      |
| Abstenções                     | Abstenções                     | 21,25%                         | 413 960                        |
| Total de eleitores             | Total de eleitores             | 100%                           | 1 948 191                      |

| Partido | Partido | Candidato      | Votos     | Votos (%) |
| ------- | ------- | -------------- | --------- | --------- |
|         | DEM     | ACM Neto       | 982 246   | 73,99%    |
|         | PCdoB   | Alice Portugal | 193 102   | 14,55%    |
|         | PDT     | Sgt. Isidóro   | 114 291   | 8,61%     |
|         | PP      | Cláudio Silva  | 19 333    | 1,46%     |
|         | PSOL    | Fábio Nogueira | 13 747    | 1,04%     |
|         | PPL     | Célia          | 3 079     | 0,23%     |
|         | PRTB    | Da Luz         | 1 731     | 0,13%     |
| Totais  | Totais  | Totais         | 1 327 529 |           |

## Eleição proporcional
Para a eleição proporcional de Salvador, na qual são escolhidos os 43 membros da Câmara de Vereadores de Salvador da legislatura a ser iniciada em 2017, foram 1 056 candidatos registrados; isso indica uma concorrência de aproximadamente 24,56 candidatos por vaga. O quociente eleitoral em Salvador está em torno de 30 mil votos.
De início, três coligações não cumpriram a exigência de mínimo de 30% de candidatos de um gênero. Foram as chapas PRP-PMN, PCdoB-PSD-PT e PSOL-REDE, que não atenderam à exigência de ao menos ter 30% de mulheres entre as candidaturas lançadas pelas coligações, superando os 70% os candidatos homens. As duas últimas chapas alegaram problemas no processamento de candidaturas, já a última afirmou que iria adicionar mais uma candidata para cumprimento da cota. Entre todos os candidatos ao Legislativo municipal, as mulheres beiraram o mínimo, representaram 31% das candidaturas (320 de 1 038). Ao fim a proporção ficou em 327 mulheres candidatas no universo de 1 056 (30,97%). E cinco candidatos não receberam voto algum e todos são mulheres, três do PTC, uma do PPL e outra do PP.
Foi estimada a eleição de 29 a 32 candidatos a vereador aliados a ACM Neto, distribuídos na seguinte forma: dez na chapa DEM-PRB-PMB, cinco na PV-SD, entre três e cinco na chapa PTB-PPS, quatro do PHS, três ou quatro do PMDB, três do PSDB, dois do PSC e o restante viria do PEN, PTC ou PSDC. Dentre os partidos aliados a Alice Portugal, foi esperada a eleição de cinco a seis vereadores da coligação PT-PCdoB-PSD, sendo baixas as possibilidades de ser afiliado ao PCdoB; dois a três vereadores do PTN e um do PSB. Para a coligação PDT-PROS-PSL, estimou-se até três eleitos, e um eleito do PSOL. Não era esperado que os demais partidos e coligações elegessem candidatos.

### Coligações
| Coligação                                                                    |
| ---------------------------------------------------------------------------- |
| "Amor por Salvador" - Partido Republicano Brasileiro (PRB)                   |
| "Avança, Salvador!" - Partido Social Democrático (PSD)                       |
| "Salvador solidário e sustentável" - Solidariedade (SD)                      |
| "Pra frente Salvador" - Partido Trabalhista do Brasil (PTdoB)                |
| "Salvador no caminho certo" - Partido Social Democrata Cristão (PSDC)        |
| "Decência e trabalho" - Partido Trabalhista Brasileiro (PTB)                 |
| "Agora é o novo" - Partido Republicano da Ordem Social (PROS)                |
| "Agora é com a gente" - Rede Sustentabilidade (REDE)                         |
| "Salvador merece mais" - Partido Progressista (PP)                           |
| "Juntos por Salvador" - Partido Republicano Progressista (PRP)               |
| Partido não coligado - Partido Ecológico Nacional (PEN)                      |
| Partido não coligado - Partido Pátria Livre (PPL)                            |
| Partido não coligado - Partido Renovador Trabalhista Brasileiro (PRTB)       |
| Partido não coligado - Partido Socialista Brasileiro (PSB)                   |
| Partido não coligado - Partido Social Cristão (PSC)                          |
| Partido não coligado - Partido da Social Democracia Brasileira (PSDB)        |
| Partido não coligado - Partido Socialista dos Trabalhadores Unificado (PSTU) |
| Partido não coligado - Partido Trabalhista Cristão (PTC)                     |
| Partido não coligado - Partido Trabalhista Nacional (PTN)                    |

### Resultado
O resultado eleitoral trouxe renovação da Câmara dos Vereadores em 17 cadeiras. Nas demais 26, foram ocupadas por postulantes integrantes da 17.ª legislatura, em vigor no momento do pleito. Portando, houve a renovação de 35%, porcentual menor que 2012 (56%), mas esperado e redução atribuída às novas regras eleitorais. Somente um vereador optou por não candidatar-se em 2016: Waldir Pires. Dois candidatos foram eleitos para o sétimo mandato no parlamento municipal: Alfredo Mangueira e Odiosvaldo Vigas. Por outro lado, a representação feminina cresceu de cinco vereadoras para oito eleitas para a 18.ª legislatura.
O DEM, partido do prefeito titular reeleito, foi o que mais conquistou vagas: seis vereadores. O prefeito reeleito conta, ao menos no início de mandato, com trinta vereadores na base governista, dois a menos em comparação aos 28 anteriores. Na avaliação do cientista político Joviniano Neto ouvido pelo A Tarde, os candidatos [à Câmara Municipal] usaram essa imagem do prefeito [de candidato com vitória certa]. Colou a onda dos vereadores que vão ajudar Neto, não que vão fiscalizar Neto. Dos demais vereadores eleitos, três afirmam ser independentes: Hilton Coelho (PSOL), Edvaldo Brito (PSD) e Odiosvaldo Vigas (PDT), que são também os únicos membros de seus partidos na Câmara.
Vale destacar a eleição do então presidente da Casa Paulo Câmara (PSDB) como o mais votado; da irmã do deputado estadual Marcell Moraes, Marcelle Moraes (PV), como estreante mais votada, do filho do deputado federal José Carlos Aleluia, Alexandre Aleluia; do irmão do deputado estadual David Rios, Daniel Rios; da filha do bispo Átila Brandão, Lorena Brandão; do cantor de pagode Igor Kannario. Curiosamente, os candidatos Téo Senna e Fábio Souza, ambos do PHS, obtiveram 6.922 votos, o desempate veio pelo critério da idade, tendo sido eleito o primeiro, com 58 anos contra 39 anos do outro. Marcelle Moraes é a candidata eleita mais nova (24 anos), enquanto que Edvaldo Brito, o mais velho (79 anos).
| Candidato(a)                   | Partido | Votação     | Votação |
| Candidato(a)                   | Partido | Porcentagem | Total   |
| ------------------------------ | ------- | ----------- | ------- |
| Paulo Câmara                   | PSDB    | 1,47%       | 18 432  |
| Luiz Carlos                    | PRB     | 1,31%       | 16 530  |
| Marcelle Moraes                | PV      | 1,25%       | 15 727  |
| Isnard Araúujo                 | PHS     | 1,20%       | 15 081  |
| Duda Sanches                   | DEM     | 1,15%       | 14 455  |
| Hilton Coelho                  | PSOL    | 1,13%       | 14 168  |
| Geraldo Júnior                 | SD      | 1,09%       | 13 685  |
| Carlos Muniz                   | PTN     | 1,04%       | 13 129  |
| Leo Prates                     | DEM     | 1,00%       | 12 549  |
| Cláudio Tinoco                 | DEM     | 0,98%       | 12 348  |
| Pastora Rogéria Santos         | PRB     | 0,98%       | 12 303  |
| Tiago Correia                  | PSDB    | 0,95%       | 11 963  |
| Pastora Ireuda Silva           | PRB     | 0,95%       | 11 888  |
| Igor Kanario Príncipe do Gueto | PHS     | 0,91%       | 11 432  |
| Daniel Rios                    | PMDB    | 0,86%       | 10 761  |
| Suica                          | PT      | 0,78%       | 9 797   |
| Maurício Trindade              | DEM     | 0,78%       | 9 796   |
| Palhinha                       | DEM     | 0,77%       | 9 732   |
| Cátia Rodrigues                | PHS     | 0,76%       | 9 597   |
| Paulo Magalhães Júnior         | PV      | 0,75%       | 9 429   |
| Kiki Bispo                     | PTB     | 0,74%       | 9 318   |
| Alfredo Mangueira              | PMDB    | 0,73%       | 9 229   |
| Felipe Lucas                   | PMDB    | 0,72%       | 9 082   |
| Beca                           | PPS     | 0,72%       | 9 045   |
| Aleluia                        | DEM     | 0,71%       | 8 941   |
| Héber Santana                  | PSC     | 0,71%       | 8 874   |
| Hélio Ferreira                 | PCdoB   | 0,67%       | 8 419   |
| Ana Rita Tavares               | PMB     | 0,66%       | 8 351   |
| Toinho Carolino                | PTN     | 0,65%       | 8 196   |
| Joceval Rodrigues              | PPS     | 0,62%       | 7 833   |
| Carballal                      | PV      | 0,61%       | 7 684   |
| Sabá                           | PV      | 0,61%       | 7 630   |
| Aladilce Souza                 | PCdoB   | 0,60%       | 7 572   |
| Lorena Brandão                 | PSC     | 0,58%       | 7 312   |
| Teo Senna                      | PHS     | 0,55%       | 6 922   |
| Sidninho                       | PTN     | 0,54%       | 6 812   |
| Marta Rodrigues                | PT      | 0,53%       | 6 646   |
| Edvaldo Brito                  | PSD     | 0,52%       | 6 596   |
| Sílvio Humberto                | PSB     | 0,50%       | 6 260   |
| Moisés Rocha                   | PT      | 0,48%       | 6 077   |
| Odiosvaldo Vigas               | PDT     | 0,48%       | 6 048   |
| Atanázio Júlio                 | PSDB    | 0,43%       | 5 349   |
| Trindade                       | PSL     | 0,37%       | 4 711   |

| Partido | Número de eleitos |
| ------- | ----------------- |
| DEM     | 6                 |
| PHS     | 4                 |
| PV      | 4                 |
| PMDB    | 3                 |
| PRB     | 3                 |
| PSDB    | 3                 |
| PT      | 3                 |
| PTN     | 3                 |
| PCdoB   | 2                 |
| PPS     | 2                 |
| PSC     | 2                 |
| PDT     | 1                 |
| PMB     | 1                 |
| PSB     | 1                 |
| PSD     | 1                 |
| PSL     | 1                 |
| PSOL    | 1                 |
| PTB     | 1                 |
| SD      | 1                 |

| Coligação          | Número de eleitos | Votação     | Votação |
| Coligação          | Número de eleitos | Porcentagem | Total   |
| ------------------ | ----------------- | ----------- | ------- |
| DEM / PRB / PMB    | 10                | 18,73%      | 235 556 |
| PC do B / PSD / PT | 6                 | 12,22%      | 153 616 |
| SD / PV            | 5                 | 11,10%      | 139 619 |
| PHS / PT do B      | 4                 | 7,95%       | 99 948  |
| PMDB / PSDC        | 3                 | 6,95%       | 87 361  |
| PTB / PPS          | 3                 | 6,94%       | 87 210  |
| PTN                | 3                 | 6,67%       | 83 919  |
| PSDB               | 3                 | 6,18%       | 77 746  |
| PSC                | 2                 | 5,13%       | 64 499  |
| PDT / PROS / PSL   | 2                 | 4,77%       | 60 028  |
| PSOL / REDE        | 1                 | 3,03%       | 38 129  |
| PSB                | 1                 | 2,83%       | 35 580  |
| PEN                | 0                 | 2,21%       | 27 804  |
| PR / PP            | 0                 | 1,82%       | 22 824  |
| PRP / PMN          | 0                 | 1,47%       | 18 450  |
| PTC                | 0                 | 1,14%       | 14 335  |
| PPL                | 0                 | 0,54%       | 6 747   |
| PRTB               | 0                 | 0,25%       | 3 176   |
| PSTU               | 0                 | 0,08%       | 964     |